# Спагети ала китара
Спагети ала китара (на италиански: Spaghetti alla chitarra) или макарони ала китара (на италиански: Maccheroni alla chitarra) са разнообразие от яйчена паста, традиционна за италианската кухня, за централно-южните райони на Адриатика, особено за регион Абруцо.
Тези спагети се правят с китара – традиционен кулинарен инструмент от Абруцо. Някои ги бъркат с троколи, които вместо това се правят с друг инструмент, традиционен за Фоджа и Пулия – троколатуро, нещо като точилка с канали.
В регион Молизе те се наричат „макарони криоли/чириоли“ (maccheroni crioli o cirioli) и са много по-подобни на спагетите, бидейки с квадратно сечение вместо с кръгло. Типичен пример за тази паста са спагетите ала китара от Терамо със сос с кюфтенца (т. нар. pallottine – много малки кюфтенца, направени от смесено месо и щипка индийско орехче, първо пържени с билки и след това варени в доматен сос). Традиционно това древно ястие се съчетава с други ястия като Тимбало по терамански (което има общо със спагетите ала китара обработката на соса с месни кюфтенца). Тимбалото е бил свързан със scrippelle mbusse, тъй като всеки слой на тимбалото е бил съставен от скрипели.
В Лацио ги наричат „тонарели“ (tonnarelli), традиционно изполвани в рецептата „Качо е пепе“.

## Описание
Това е вид паста с квадратен разрез: ширината на разреза е 2 mm и дебелината е приблизително същата.
Инструментът, с който се приготвят, е наречен „китара“. Той придава на пастата квадратна форма и пореста консистенция, която позволява на соса, с който ще бъдат подправени, да полепне напълно.
За пастата се използват брашно от твърда пшеница, яйца и щипка сол. Меси се дълго и след като почине на хладно място, тестото се разточва с точилка. След това се поставя върху китарата и точилката се плъзга по него, така че струните на китарата да проникнат в тестото, нарязвайки го на ленти. Жителите на Абруцо завършват работата, като прокарват пръст по изрязаното тесто в основата на китарата, сякаш свирят на арпеджо, за да накарат пастата да слезе от струните. Листовете тесто, които се минават на китарата, на диалекта от Киети се наричат pettele.

## Галерия с изображения
- Спагети ала китара по време на обработката им с китара
- Спагети ала китара с кюфтенца. Традиционно ястие от Терамо.
- Спагети ала китара с песто ала трапанезе
- Спагети ала китара в рагу.